# William de la Pole, 1. hertug af Suffolk
William de la Pole, 1. hertug af Suffolk, KG (16. oktober 1396 – 2. maj 1450) med tilnavnet Jackanapes var en engelsk stormand, statsmand og hærfører under Hundredårskrigen. Han blev den svage kong Henrik 6. af Englands favorit og en førende skikkelse i den engelske regering, hvor han blev forbundet med mange af den kongelige regerings svigt især under krigen i Frankrig. Suffolk optræder også i Shakespeares skuespil Henrik den Sjette, del 1 og 2.
Han kæmpede i Hundredårskrigen og deltog i Henrik 5.'s felttog og fortsatte med at gøre tjeneste i Frankrig for kong Henrik 6. Han var en af de engelske hærførere under den mislykkede belejring af Orléans. Han foretrak en diplomatisk snarere end en militær løsning af den forværrede situation i Frankrig, hvad der kom til at passe kong Henrik 6. fint.
Suffolk dominerede regeringen og stod i spidsen for dens politik. Han spillede en central rolle i tilrettelæggelsen af Tourstraktaten (1444) og arrangerede kongens ægteskab med Margrete af Anjou. I slutningen af Suffolks politiske karriere anklagede mange ham for dårlig regeringsførelse, og han blev tvunget i eksil. På havet på vej væk blev han taget til fange af en vred skare, udsat for en skinproces og halshugget.
Hans godser blev tildelt til kronen, men blev senere givet tilbage til hans eneste søn, John. Hans politiske efterfølger var hertugen af Somerset.

## Biografi
William de la Pole blev født i Cotton i Suffolk, 2. søn af Michael de la Pole, 2. jarl af Suffolk og hans hustru Katherine de Stafford, datter af Hugh de Stafford, 2. jarl af Stafford, KG og Philippa de Beauchamp.
Han var næsten konstant involveret i krigene i Frankrig og blev alvorligt såret under belejringen af Harfleur (1415), hvor hans far døde af dysenteri. Senere samme år blev hans ældre bror Michael, 3. jarl af Suffolk, dræbt i Slaget ved Agincourt, og William blev den 4. jarl. Han gjorde tjeneste i alle de senere franske felttog i Henrik 5.'s regeringstid, og på trods af sin unge alder havde han ledelsen over Normandiets grænser i 1421–22. I 1423 sluttede han sig til Thomas, jarl af Salisbury i Champagne. Han kæmpede under Johan, hertug af Bedford, i Slaget ved Verneuil den 17. august 1424 og var i de næste fire år Salisburys chefløjtnant i styrelsen af krigen. Han blev medhærfører for de engelske styrker under Belejringen af Orléans (1429) efter Salisburys død. Da byen blev undsat af Jeanne d'Arc i 1429, lykkedes det ham at trække sig tilbage til Jargeau, hvor han blev tvunget til at overgive sig den 12. juni. Han blev taget til fange af en fransk billedhugger Guillaume Renault (fr). Da han beundrede den unge soldats tapperhed, besluttede han at slå ham til ridder, inden han overgav sig. Denne udnævnelse er berømt i fransk historie og litteratur og er blevet fortalt af Alexandre Dumas. Han forblev Karl 7. af Frankrigs fange i tre år og blev købt fri i 1431 efter 14 års fortsat krigstjeneste.
Efter sin tilbagevenden til England i 1434 blev han gjort til konstabel for Wallingford Castle . Han blev hofmand og en nær allieret med kardinal Henry Beaufort. På trods af det diplomatiske nederlag i Arrastraktaten forblev kardinalens autoritet stærk, og Suffolk fik øget indflydelse. Hans mest betydningsfulde bedrift var at forhandle ægteskab mellem kong Henrik 6. og Margrete af Anjou i 1444, hvilket han opnåede på trods af indledende tilbageholdenhed, og aftalen omfattede også en to års våbenhvile. Det gav ham en forfremmelse fra jarl til Markis af Suffolk. Imidlertid blev der indført en hemmelig klausul i aftalen, der gav Maine og Anjou tilbage til Frankrig, hvad der til dels skulle forårsage hans undergang. Hans eget ægteskab fandt sted den 11. november 1430 (dato for tilladelse) med (som hendes 3. mand) Alice Chaucer (1404–1475), datter af Thomas Chaucer af Ewelme i Oxfordshire, og barnebarn af den berømte digter Geoffrey Chaucer og hans hustru, Philippa Roet.
Med Humphrey, hertug af Gloucesters, og kardinal Beauforts død i 1447 blev Suffolk hovedkraften bag tronen for den svage og føjelige Henrik 6. Hurtigt blev han udnævnt til Chamberlain, Lord High Admiral of England og til flere andre vigtige embeder. Han blev ophøjet til jarl af Pembroke i 1447 og hertug af Suffolk i 1448. Suffolk var imidlertid mistænkt for Humphreys død og senere for at være forræder. Den 16. juli mødtes han i hemmelighed med Jean, grev de Dunois, i hans palæ Rose i Candlewick Street, det første af flere møder i London, hvor de planlagde en fransk invasion. Suffolk sendte rådets protokoller til Dunois, den franske helt fra belejringen af Orleans. Det rygtedes, at Suffolk aldrig havde betalt sin løsesum på 20.000 til Dunois. The Lord Treasurer, Ralph Cromwell, ønskede at opkræve høje skatter fra Suffolk. Hertugens magtfulde fjender omfattede John Paston og sir John Fastolf. Mange gav medlemmerne af Suffolks følge skyld for lovløshed i East Anglia.
De næste tre år oplevede englænderne det næsten fuldstændige tab af de engelske besiddelser i det nordlige Frankrig (Rouen, Normandiet osv.). Suffolk kunne ikke undgå at få skylden for disse fiaskoer pga. tabet af Maine og Anjou gennem hans ægteskabsforhandlinger for Henrik 6. Da parlamentet mødtes i november 1449, viste oppositionen sin styrke ved at tvinge skatmesteren, Adam Moleyns, til at træde tilbage. Molyens blev myrdet af sømænd i Portsmouth den 9. januar 1450. Suffolk, der havde indset, at et angreb på ham selv var uundgåeligt, udfordrede dristigt sine fjender i parlamentet og appellerede med sin lange og hæderlige optegnelse over offentlige tjenester. Den 28. januar blev han imidlertid arresteret, fængslet i Tower of London og anklaget af underhuset. Kongen greb imidlertid ind for at beskytte sin favorit, som blev forvist i fem år, men på sin rejse til Calais blev hans skib afskåret af skibet Nicholas of the Tower. Suffolk blev taget til fanget, udsat for en skinproces og halshugget. Han blev fundet på stranden ved Dover, og liget blev sandsynligvis bragt til en kirke i Suffolk, muligvis Wingfield.
Suffolk blev begravet i Karteuserordenens kloster i Hull af sin enke Alice, som han havde ønsket det, og ikke i kirken i Wingfield, som det ofte er anført. Klostret, der blev grundlagt i 1377 af hans bedstefar, den første jarl af Suffolk, blev opløst i 1539, og de fleste af de oprindelige bygninger overlevede ikke de to belejringer af Hull under Den engelske borgerkrig i 1642 og 1643.

## Efterkommere
Suffolks eneste kendte legitime søn, John, blev den anden hertug af Suffolk i 1463.
Suffolk blev også far til en uægte datter, Jane de la Pole. Hendes mor siges at have været en nonne, Malyne de Cay. "Natten før han overgav sig [til de fransk-skotske styrker under Jeanne d'Arc den 12. juni 1429 lå han i seng med en nonne, som han havde fjernet fra et helligt sted og besudlet, hvis navn var Malyne de Cay, som fødte ham en datter, nu gift med Stonard af Oxonfordshire". Jane de la Pole (død 28. februar 1494) blev før 1450 gift med Thomas Stonor (1423-1474) fra Stonor i Pyrton, Oxfordshire. Deres søn sir William Stonor, var gift med Anne Neville, datter af John Neville, Markis af Montagu og fik to børn: John Neville, gift med Mary Fortesque, datter af sir John Fortesque af Punsburn, Hereford, men døde uden afkom; og Anne Stonor, gift med sir Adrian Fortesque, der udmærker sig under Slaget ved Spursen. Han blev halshugget i 1539. Thomas Stonor og Jane de la Poles to andre sønner var Edward og Thomas. Thomas Stoner giftede sig med Savilla Brecknock, datter af sir David Brecknock. Hans tipoldebarn Thomas Stoner (18. december 1626 – 2. september 1683) giftede sig i 1651 med Elizabeth Nevill (født 1641), datter af Henry, Lord Bergavenny og hans anden hustru Katherine Vaux, datter af George Vaux og søster af Edward, Lord Vaux af Harrowden. Thomas' søn John Stoner (22. marts 1654 – 19. november 1689) giftede sig den 8. juli 1675 med Lady Mary Talbot, datter af Francis, jarl af Shrewsbury og hans hustru Jane Conyers, datter af sir John Conyers.
| Navn                                                                                                | Fødsel                                                                                              | Død                                                                                                 | Bemærkninger                                                                                        |
| Med Alice (1404–1475), datter af Thomas Chaucer af Ewelme, Oxfordshire, gift den 11. november 1430. | Med Alice (1404–1475), datter af Thomas Chaucer af Ewelme, Oxfordshire, gift den 11. november 1430. | Med Alice (1404–1475), datter af Thomas Chaucer af Ewelme, Oxfordshire, gift den 11. november 1430. | Med Alice (1404–1475), datter af Thomas Chaucer af Ewelme, Oxfordshire, gift den 11. november 1430. |
| --------------------------------------------------------------------------------------------------- | --------------------------------------------------------------------------------------------------- | --------------------------------------------------------------------------------------------------- | --------------------------------------------------------------------------------------------------- |
| John, 2. hertug af Suffolk                                                                          | 27. september 1442                                                                                  | 1492                                                                                                | Gift 1. Lady Margaret Beaufort (intet afkom), 2. Elizabeth af York (fik afkom)                      |
| Med Malyne de Cay, nonne og elskerinde                                                              | | | |
| Jane de la Pole                                                                                     | ca. mar 1430                                                                                        | 28. feb 1494                                                                                        | Gift med Thomas Stonor                                                                              |

## Jackanapes
Suffolks øgenavn "Jackanapes" kom af "Jack of Naples", et slangnavn for en abe på det tidspunkt. Det skyldtes sandsynligvis hans emblem, som var en "abeklods", dvs. en træblok lænket til en kæleabe for at forhindre, at den slap væk. Udtrykket "jackanape" kom senere til at henføre til en uhøflig eller indbildsk person på grund af den populære opfattelse af Suffolk som en nyrig opkomling. Hans oldefar havde været en uldhandler fra Hull.

## Portrætter i drama, vers og prosa
- Suffolk er en central person i to Shakespeare-skuespil. Hans forhandling om ægteskabet mellem Henrik og Margrete er beskrevet i Henrik den Sjette, del 1. I Shakespeares version har Suffolk forelsket sig i Margrete. Han forhandler sig til ægteskabet, så han og hun kan være tæt på hinanden. Hans fald og død er skildret i Henrik den Sjette., del 2. Shakespeare fraviger historien ved at lade Henrik forvise Suffolk for hans medvirken til drabet på Humphrey, hertug af Gloucester. Suffolk bliver myrdet af en piraten Walter Whitmore (som opfylder en profeti i stykket, der erklærede, at han vil "dø ved vand"), og Margrete vandrer senere til sin borg med hans afskårne hoved og sørger.
- Hans mord er genstand for den traditionelle engelske folkeballade " Six Dukes Went a-Fishing " (Roud Folk Song Index #78)
- Suffolk er hovedpersonen i Susan Currans historiske roman The Heron's Catch (1989) og spiller en rolle i mange af de 17 Sister Frevisse-detektivromaner af Margaret Frazer, der foregår i England i 1440'erne.
- Suffolk er en markant person i Cynthia Harnetts historiske roman for børn, The Writing on the Hearth (1971)
- Suffolk er en af de tre, som Geoffrey Hills har dedikeret sin sonnetsekvens, "Funeral Music" (første gang offentliggjort i bladet Stand; samlet i King Log, Andre Deutsch 1968). Hill spekulerer om ham i essayet, der er knyttet til digtene.
- Suffolk er en af hovedpersonerne i Conn Igguldens Stormfugl (1. første bind i serien Rosekrigene), som omhandler slutningen af Hundredårskrigen og begyndelsen på Rosekrigene.

## Yderligere læsning
- Curran, Susan (2011). The English Friend. Norwich: Lasse Press. ISBN 978-0-9568758-0-8.
- Fryde, E.B. (1964). The Wool Accounts of William de la Pole: a study of some aspects of the English wool trade at the start of the Hundred Years' War. St. Anthony's Press, Borthwick Institute of Historical Research. ISBN 978-0-900701-26-9.
- Griffiths, R.A. (1981). The Reign of King Henry VI. University of California Press. ISBN 978-0-520-04372-5.
- Richardson, Douglas (2004).  Kimball G. Everingham (red.). Plantagenet Ancestry. Baltimore, MD: Genealogical Publishing Co. ISBN 978-0-8063-1750-2.
- Watts, J. (1996). Henry VI and the Politics of Kingship. Cambridge UP. ISBN 978-0-521-42039-6.
- Williams, E.T.; Nicholls, C.S., red. (1981). Dictionary of National Biography (8th supplement). Oxford University Press. ISBN 978-0-19-865207-6.